# Rumy (gromada)
Rumy – dawna gromada, czyli najmniejsza jednostka podziału terytorialnego Polskiej Rzeczypospolitej Ludowej w latach 1954–1972.
Gromady, z gromadzkimi radami narodowymi (GRN) jako organami władzy najniższego stopnia na wsi, funkcjonowały od reformy reorganizującej administrację wiejską przeprowadzonej jesienią 1954 do momentu ich zniesienia z dniem 1 stycznia 1973, tym samym wypierając organizację gminną w latach 1954–1972.
Gromadę Rumy z siedzibą GRN w Rumach utworzono – jako jedną z 8759 gromad na obszarze Polski – w powiecie szczycieńskim w woj. olsztyńskim na mocy uchwały nr 27 WRN w Olsztynie z dnia 4 października 1954. W skład jednostki weszły obszary dotychczasowych gromad Rumy i Sąpłaty ze zniesionej gminy Dźwierzuty oraz obszar dotychczasowej gromady Botowo ze zniesionej gminy Kobułty w tymże powiecie. Dla gromady ustalono 15 członków gromadzkiej rady narodowej.
Gromadę zniesiono 1 stycznia 1958, a jej obszar włączono do gromad: Dźwierzuty (wsie Rumy, Mycielin i Sąpłaty, kolonie Stawek, Kark i Nanóżki oraz osady Julianowo i Zastawy) i Kobułty (wsie Botowo i Botówko) w tymże powiecie (gromadę Kobułty włączono tego samego dnia do powiatu reszelskiego).